# Історія Острозької академії
50°19′42″ пн. ш. 26°30′46″ сх. д. / 50.32833° пн. ш. 26.51278° сх. д.
Острозька академія — перший вищий навчальний заклад у Східній Європі, найстарша українська науково-освітня установа, заснована у 1576 році князем Василем-Костянтином Острозьким.

## Історія створення Острозької академії
Заснування Острозької Академії відносять до 1576 р. Вибір Острога пояснюється такими причинами:
- зростанням економічного значення міста (особливо після остаточного утвердження тут Василя-Костянтина Острозького) у 1574—1576 рр.,
- центральним положенням його серед володінь князів Острозьких (їх «домоначальний град»);
- розташуванням тут одного з центрів єпархії (Луцького і Острозького єпископства) з кафедральним собором (замкова Богоявленська церква),
- існуванням культурних традицій, церкви та монастирі з їх бібліотеками, розвиток іконопису та музичного (хорового в першу чергу) мистецтва та ін..

Острозька школа (академія) — третій вищий навчальний заклад у Східній Європі, найстарша українська науково-освітня установа (після Празького та Краківського, Вільнюський університет утворився з Колегії єзуїтів у 1579 році).
У 1576 році князь В. К. Острозький засновує слов'яно-греко-латинську школу (академію) в Острозі. К. В. Острозький вводив індивідуальне забезпечення для викладачів Академії, членів гуртка, письменників та друкарів. Варто згадати й кошти, які виділялися на будівництво приміщень, організацію навчання та друкування, забезпечення папером (у 1595-1596 рр. було створено папірню в Острозі) та ін.
Велику суму коштів на розбудову академії надала його племінниця — княгиня Гальшка Острозька. 7 лютого 1577 р. — перша згадка про академію в передмові до книги Петра Скарги «Про єдність костьолу Божого». В основу діяльності Острозької академії було покладено традиційне для середньовічної Європи вивчення семи вільних наук (граматики, риторики, діалектики, арифметики, геометрії, музики, астрономії), а також вищих наук: філософії, богослів'я, медицини. Студенти Острозької академії опановували п'ять мов: слов'янську, польську, давньоєврейську, грецьку, латинську. Першим ректором академії був письменник Г.Смотрицький, ⁣ викладачами — видатні тогочасні українські та закордонні педагоги-вчені, такі як Дем'ян Наливайко, Христофор Філалет, І. Лятос, Кирило Лукаріс та ін. Острозька академія мала великий вплив на розвиток педагогічної думки та організацію шкільництва в Україні: за її зразком діяли пізніші братські школи у Львові, Луцьку, Володимирі.
Вихованцями школи були: відомий учений і письменник Мелетій Смотрицький, гетьман Петро Сагайдачний та ін., пізніші видатні церковні та культурні діячі.

## Діячі, пов'язані з Острозькою академією
- Гальшка Острозька — княгиня, меценатка культури, фундаторка академії.
- Василь Костянтин Острозький — фундатор академії, князь (син Острозького Костянтина Івановича), український магнат, воєвода київський, маршалок Волинський, політичний і культурний діяч, один з найзаможніших і найвпливовіших магнатів Речі Посполитої.
- Петро Конашевич Сагайдачний — гетьман, шляхтич «червоноруський» з Перемишльської землі, козацький ватажок, кошовий отаман Війська Запорозького, провідник реєстрового козацтва, випускник Острозької академії.
- Христофор Філалет — вигадане ім'я автора одного з найвидатніших творів української літератури кінця XVI ст. під назвою «Апокрисис». Дослідники сходяться на тому, що псевдонім належить прибічникові князя К. Острозького протестантові Мартіну Бронєвському, відомому тогочасному письменникові, громадському і культурному діячеві.
- Клірик Острозький — нерозгаданий псевдонім українського письменника-полеміста кін. 16 — поч. 17 ст. Закінчив Острозьку академію, входив до літературного гуртка викладачів академії.
- Зизаній Лаврентій — український мовознавець, письменник, перекладач, педагог, богослов і церковний діяч.
- Никифор Парасхес Кантакузен — церковний діяч, полеміст, випускник Падуанського університету, викладав в Острозькій академії.
- Герасим Смотрицький — письменник і педагог з дрібної шляхетської родини з Поділля. Був писарем у Кам'янець-Подільському старостві, 1576 запрошений князем Костянтином Острозьким до Острога, де став одним з передових діячів вченого острозького гуртка; з 1580 Смотрицький — перший ректор Острозької академії.
- Мелетій Смотрицький — український мовознавець, праці якого вплинули на розвиток східнослов'янських мов; письменник, церковний і освітній діяч, випускник Острозької академії. Смотрицький є автором унікальної «Граматики слов'янської» (1619), що систематизувала церковнослов'янську мову.
- Іван Федорович — діяч східнослов'янської культури, її перший відомий на ім'я типограф, гравер, ливарних справ майстер, засновник Острозької друкарні.
- Дем'ян Наливайко — український православний церковний діяч і письменник, член Острозького культосвітнього осередку, особистий духівник князя К.Острозького, викладач Острозької академії, брат Северина Наливайка, син кушніра.
- Андрій Римша — український письменник і перекладач, випускник Острозької академії.
- Кирило Лукаріс — православний церковний діяч, Патріарх Олександрійський (1602-21) і Константинопольський (з 1621), викладач Острозької академії.
- Йов (Княгиницький) — український релігійний діяч, філософ, містик. Вчився в Острозі; після закінчення  навчання  викладав  в  Острозькій школі; за дорученням князя Острозького перебував на Афоні (повернувся у 1603 -  1604 рр.)[2].
- Василь Суразький — український полемічний письменник.Працював (1575-1581) у резиденції князя Костянтина Острозького (м. Острог), де став співредактором Острозької Біблії (1581).

## Закриття Острозької академії
Закриття Академії було пов’язане з окатоличенням нащадків Василя Костянтина Острозького та діяльністю єзуїтів. Ліквідувала Академію онучка старого князя, дочка Надії та Олександра Острозького — Анна Алоїза (у шлюбі Ходкевич). Вона обмежує матеріально діяльність Академії, намагається звести її до рівня прицерковної школи, створює і матеріально забезпечує єзуїтський колегіум в Острозі (1624 р.)
Остаточно ліквідувати залишки Академії, запровадити в Острозі та інших маєтках унію Ганні-Алоїзі вдалось на пасхальну ніч 1636 р., спровокувавши виступ острожан. Таким чином 1636 р. вважають останнім роком існування Острозької Академії.